# Zac Taylor
Zachary "Zac" William Taylor (Norman, 10 de maio de 1983) é um técnico profissional de futebol americano que é o técnico principal do Cincinnati Bengals da National Football League (NFL).
Começando sua carreira na NFL como assistente ofensivo, Taylor foi o técnico de quarterbacks do Los Angeles Rams quando eles apareceram no Super Bowl LIII. Taylor foi nomeado técnico principal de Cincinnati na temporada de 2019, onde teve um desempenho de 6–25–1 em seus dois primeiros anos. Em 2021, Taylor levou os Bengals à sua primeira vitória nos playoffs desde 1990, encerrando a mais longa seca ativa nos quatro principais esportes norte-americanos, a caminho de uma aparição no Super Bowl LVI. Taylor seguiu com 12 vitórias e uma viagem ao AFC Championship Game em 2022. Durante seu tempo com os Bengals, Taylor venceu cinco jogos de pós-temporada, igualando o total de vitórias da franquia antes de sua contratação como técnico principal.

## Carreira universitária

### Início da carreira
Apesar da carreira recorde de Taylor na Norman High School em Norman, Oklahoma, poucas universidades o recrutaram. Até mesmo sua universidade local, Oklahoma, o rejeitou. Em 2002, Taylor assinou com a Wake Forest, onde ficou de fora no primeiro ano e atuou como reserva no ano seguinte, completando o único passe que tentou naqueles dois anos. De lá, Taylor foi transferido para a Butler Community College no Kansas, onde teve uma temporada de destaque, levando Butler a Final da NJCAA e sendo selecionado para a Segunda-Equipe da NJCAA.

### Nebraska
Após sua temporada de 2004, Taylor recebeu ofertas de várias universidades da Divisão I da NCAA, incluindo Memphis, Marshall e Nebraska. Nebraska tiveram uma temporada de reconstrução em 2004, tendo um recorde de 5–6. Seu recrutamento no final da offseason de 2004–05 foi descrito como um "golpe de sorte" devido à falta de quarterbacks na época.
Taylor teve um começo difícil, estatisticamente falando, em Nebraska, completando 39 de 89 passes para 399 jardas com um touchdown e três interceptações em seus três primeiros jogos. No entanto, em seu quarto jogo, Taylor teve um dia de destaque contra Iowa State, lançando para um recorde de 431 jardas com dois touchdowns. Cinco semanas depois, ele teve apenas 117 jardas contra Kansas, enquanto sua equipe perdeu pela primeira vez para Kansas em 37 anos. Taylor teve desempenhos altos e baixos ao longo da temporada, terminando em uma vitória de 30–3 sobre Colorado, onde lançou 392 jardas, e uma vitória de virada por 32–28 sobre Michigan no Alamo Bowl. Taylor quebrou o recorde da universidade de mais jardas passadas em uma temporada com 2.653 jardas em 55,1% de seus passes sendo completos.
Na abertura da temporada de 2006 contra Louisiana Tech, Taylor mostrou uma melhora significativa em relação à abertura da temporada no ano anterior, completando 22 de 33 tentativas para 287 jardas com três touchdowns e uma interceptação. No jogo seguinte contra Nicholls State, Taylor mais uma vez mostrou sua precisão em passar a bola, terminando 19 de 23 para 202 jardas e um novo recorde da carreira de quatro passes para touchdown.
Taylor levou Nebraska a um recorde de 9–3 com uma aparição na Final da Big 12 de 2006, enfrentando Oklahoma. Taylor passou para 2.789 jardas e 24 passes para touchdown durante a temporada regular e ganhou o prêmio de Jogador Ofensivo do Ano da Big 12.

### Estatísticas
| Temporada                 | Jogos                     | Jogos                     | Jogos                     | Passando                  | Passando                  | Passando                  | Passando                  | Passando                  | Passando                  | Passando                  | Correndo                  | Correndo                  | Correndo                  | Correndo                  |
| Temporada                 | Jogos                     | Jogos como titular        | Recorde                   | Comp                      | Ten                       | Jardas                    | Pct                       | TD                        | Int                       | Rtg                       | Comp                      | Ten                       | Pct                       | TD                        |
| Wake Forest Demon Deacons | Wake Forest Demon Deacons | Wake Forest Demon Deacons | Wake Forest Demon Deacons | Wake Forest Demon Deacons | Wake Forest Demon Deacons | Wake Forest Demon Deacons | Wake Forest Demon Deacons | Wake Forest Demon Deacons | Wake Forest Demon Deacons | Wake Forest Demon Deacons | Wake Forest Demon Deacons | Wake Forest Demon Deacons | Wake Forest Demon Deacons | Wake Forest Demon Deacons |
| ------------------------- | ------------------------- | ------------------------- | ------------------------- | ------------------------- | ------------------------- | ------------------------- | ------------------------- | ------------------------- | ------------------------- | ------------------------- | ------------------------- | ------------------------- | ------------------------- | ------------------------- |
| 2002                      | 0                         | 0                         | —                         | Não jogou                 | Não jogou                 | Não jogou                 | Não jogou                 | Não jogou                 | Não jogou                 | Não jogou                 | Não jogou                 | Não jogou                 | Não jogou                 | Não jogou                 |
| 2003                      | 3                         | 0                         | 0–0                       | 1                         | 1                         | 3                         | 100.0                     | 0                         | 0                         | 125.2                     | 3                         | 9                         | 3.0                       | 0                         |
| Butler Grizzlies          |                           |                           |                           |                           |                           |                           |                           |                           |                           |                           |                           |                           |                           |                           |
| 2004                      | 10                        | 10                        | 10–0                      | 172                       | 274                       | 2,682                     | 62.8                      | 27                        | 8                         | 171.7                     | 26                        | −60                       | −2.3                      | 0                         |
| Nebraska Cornhuskers      |                           |                           |                           |                           |                           |                           |                           |                           |                           |                           |                           |                           |                           |                           |
| 2005                      | 12                        | 12                        | 8–4                       | 237                       | 430                       | 2,653                     | 55.1                      | 19                        | 12                        | 115.9                     | 76                        | −41                       | −0.5                      | 1                         |
| 2006                      | 14                        | 14                        | 9–5                       | 233                       | 391                       | 3,197                     | 59.6                      | 26                        | 8                         | 146.1                     | 60                        | −32                       | −0.5                      | 1                         |
| Totals                    | 29                        | 26                        | 17–9                      | 470                       | 821                       | 5,850                     | 57.2                      | 45                        | 20                        | 130.3                     | 139                       | -64                       | -0.5                      | 2                         |

## Carreira profissional
Taylor não foi selecionado no draft de 2007 da NFL. Ele foi contratado pelo Tampa Bay Buccaneers, mas foi cortado, de acordo com Taylor, enquanto ele estava fazendo as malas para ir para o campo de treinamento. Taylor então foi para o Canadá e se juntou ao Winnipeg Blue Bombers na CFL. Ele passou a temporada no elenco de treino do time, mas não retornou para a temporada de 2008. O Blue Bombers perdeu a 95ª Grey Cup naquela temporada.

## Carreira de treinador

### Texas A&M
Ao retornar do Canadá, Taylor se tornou um assistente de pós-graduação e depois treinador de tight ends na Texas A&M, servindo quatro anos sob o comando do técnico Mike Sherman, seu mentor e sogro.

### Miami Dolphins
Em 30 de janeiro de 2012, Taylor foi nomeado treinador assistente de quarterbacks do Miami Dolphins da NFL.
Em 30 de novembro de 2015, Taylor foi promovido a coordenador ofensivo interino do time, após a demissão do coordenador ofensivo anterior, Bill Lazor. Durante os cinco jogos em que Taylor atuou como coordenador ofensivo, os Dolphins tiveram um recorde de 2–3 e tiveram uma média de 17 pontos por jogo, uma ligeira regressão de sua média por jogo sob o comando de Lazor, embora o técnico interino Dan Campbell ainda tivesse coisas positivas a dizer sobre o desempenho de Taylor.

### Universidade de Cincinnati
Em janeiro de 2016, Taylor foi contratado pelo técnico principal da Universidade de Cincinnati, Tommy Tuberville, para ser o coordenador ofensivo. De acordo com Taylor, Jim Turner, que havia sido treinador de linha ofensiva dos Dolphins, foi quem o conectou a Tuberville. Taylor era visto como uma "estrela em ascensão no ranking de treinadores", graças à sua experiência na NFL e seu trabalho desenvolvendo o quarterback do Miami Dolphins, Ryan Tannehill. Sob a orientação de Taylor, Tannehill se tornou apenas o segundo quarterback de Miami com várias temporadas de 3.000 jardas, além de totalizar o terceiro maior número de jardas de passe para um quarterback em suas primeiras quatro temporadas na história da NFL com 15.460.

### Los Angeles Rams
Em 2017, Taylor foi contratado pelo técnico principal do Los Angeles Rams, Sean McVay, como treinador assistente de wide receivers. Em 2018, Taylor foi promovido a treinador de quarterbacks. Naquela temporada, Taylor treinou o quarterback Jared Goff para o NFC Championship Game e uma aparição no Super Bowl LIII em 3 de fevereiro de 2019.

### Cincinnati Bengals

#### Temporada de 2019
Em 4 de fevereiro de 2019, Taylor foi contratado como treinador principal pelo Cincinnati Bengals.
Taylor perdeu por pouco em sua estreia como treinador principal para o Seattle Seahawks por 21–20. Os Bengals perderam seus próximos 10 jogos, registrando um recorde de 0–11, o pior começo de temporada na história da franquia. O quarterback titular Andy Dalton foi colocado no banco antes do confronto da Semana 10 contra o Baltimore Ravens. O novato Ryan Finley foi titular nas três semanas seguintes, mas depois de ser ineficaz, Dalton foi renomeado como titular antes do confronto da Semana 13 contra o New York Jets. Ao derrotar os Jets por 22–6, Taylor registrou sua primeira vitória como treinador dos Bengals e quebrou uma sequência recorde de 13 derrotas consecutivas da franquia que remonta à temporada anterior. Na semana seguinte, os Bengals perderam para o Cleveland Browns no primeiro confronto direto de Taylor contra os rivais da divisão, por um placar de 27–19. Após uma derrota na prorrogação da Semana 16 por 38–35 para o Miami Dolphins, os Bengals garantiram a primeira escolha geral no draft da NFL de 2020. A equipe terminou a temporada com um recorde de 2–14 após uma vitória de 33–23 sobre os Browns na Semana 17, igualando o pior recorde da franquia estabelecido em 2002.

#### Temporada de 2020
Taylor entrou na temporada de 2020 com a primeira escolha geral Joe Burrow como quarterback titular do time. Foi também a primeira vez desde 2010 que a temporada dos Bengals começou sem Andy Dalton no elenco.
Os Bengals perderam seu primeiro jogo da temporada para o Los Angeles Chargers por 16–13. Taylor e o Bengals viram sua primeira vitória da temporada em uma vitória da Semana 4 por 33–25 sobre o Jacksonville Jaguars. Durante a Semana 7, Taylor e o Bengals tiveram uma vantagem de 34–31 sobre o Cleveland Browns com um minuto restante, mas perderam por um placar de 37–34. Foi a quinta vez naquela temporada que os Bengals perderam um jogo, apesar de ter uma vantagem durante o quarto período. No entanto, a equipe conseguiu uma grande vitória de virada por 31–20 sobre o Tennessee Titans na semana seguinte.
Durante a Semana 11 contra Washington, Burrow sofreu uma lesão no joelho que encerrou a sua temporada. Com Ryan Finley jogando o resto do jogo, os Bengals perderam por 20–9. A próxima vitória dos Bengals seria uma partida do Monday Night Football da Semana 15 contra o Pittsburgh Steelers. Com Finley como quarterback, os Bengals derrotaram os Steelers por 27–17. A equipe venceu o próximo jogo fora de casa contra o Houston Texans por 37–31 com Brandon Allen como quarterback. Foi a primeira vitória fora de casa da gestão de Taylor com os Bengals (a primeira do time desde 2018) e também a primeira sequência de vitórias da carreira de treinador principal de Taylor.
Os Bengals terminaram com um recorde de 4–11–1, marcando a terceira temporada consecutiva em que a equipe terminou em quarto na AFC North. No dia seguinte, o proprietário dos Bengals, Mike Brown, confirmou que Taylor retornaria como treinador principal para a temporada de 2021.

#### Temporada de 2021
Taylor começou sua terceira temporada com Joe Burrow saudável, tendo se recuperado de sua lesão no joelho no ano anterior. Enfrentando o Minnesota Vikings na Semana 1, os Bengals venceram em um field goal no último segundo na prorrogação pelo kicker novato Evan McPherson. Em um confronto da Semana 16 contra o Baltimore Ravens, os Bengals venceram por 41–21, dando a eles sua primeira temporada vitoriosa desde 2015. Na semana seguinte, Taylor ajudou a garantir o primeiro título da AFC North dos Bengals desde 2015, quando derrotaram o Kansas City Chiefs.
Taylor levou os Bengals à sua primeira vitória nos playoffs desde a temporada de 1990, depois de derrotarem o Las Vegas Raiders por 26–19 no Wild Card. Na Rodada Divisional, os Bengals venceram o Tennessee Titans por 19–16, para sua primeira vitória fora de casa nos playoffs na história da franquia e avançaram para seu primeiro AFC Championship Game desde 1988. No jogo, os Bengals derrotaram os Chiefs por 27–24 na prorrogação para chegar ao seu primeiro Super Bowl desde o Super Bowl XXIII. No Super Bowl LVI, os Bengals perderam por 23–20 para o Los Angeles Rams.
Após a conclusão da temporada, Taylor assinou uma extensão de contrato até 2026. Embora os detalhes não tenham sido divulgados, antes da extensão, o salário anual de US$ 3,5 milhões de Taylor era o mais baixo entre os 32 treinadores principais da NFL.

#### Temporada de 2022
A quarta temporada de Taylor teve um começo difícil, pois os Bengals começaram com um recorde de 0–2, mas rapidamente mudaram as coisas e terminaram 12–4. Os Bengals não jogaram 17 jogos em 2022 devido ao incidente de Damar Hamlin na Semana 17; Taylor recebeu elogios por sua oposição à retomada do jogo.
Os Bengals venceu a AFC North novamente, marcando a primeira vez na história da franquia que o time ganhou títulos de divisão em temporadas consecutivas. A equipe derrotou o Baltimore Ravens por 24–17 no Wild Card, depois venceu a Rodada Divisional pela segunda temporada consecutiva com uma vitória de 27–10 sobre o Buffalo Bills. A vitória sobre o Buffalo deu a Taylor tantas vitórias na pós-temporada (cinco) quanto todos os ex-técnicos principais dos Bengals combinados. Cincinnati perdeu a revanche com os Chiefs na AFC Championship Game no Arrowhead Stadium em 29 de janeiro de 2023, por um placar de 23–20, encerrando uma sequência de dez vitórias dos Bengals.

#### Temporada de 2023
Taylor levou os Bengals a um recorde de 9–8 na temporada de 2023.

## Estatísticas como treinador
| Time  | Ano   | Temporada regular | Temporada regular | Temporada regular | Temporada regular | Temporada regular | Pós-Temporada | Pós-Temporada | Pós-Temporada | Pós-Temporada                                             |
| Time  | Ano   | V                 | D                 | E                 | %                 | Classificação     | V             | D             | %             | Resultado FInal                                           |
| ----- | ----- | ----------------- | ----------------- | ----------------- | ----------------- | ----------------- | ------------- | ------------- | ------------- | --------------------------------------------------------- |
| CIN   | 2019  | 2                 | 14                | 0                 | .125              | 4th in AFC North  | —             | —             | —             | —                                                         |
| CIN   | 2020  | 4                 | 11                | 1                 | .281              | 4th in AFC North  | —             | —             | —             | —                                                         |
| CIN   | 2021  | 10                | 7                 | 0                 | .588              | 1st in AFC North  | 3             | 1             | .750          | Perdeu para o Los Angeles Rams no Super Bowl LVI          |
| CIN   | 2022  | 12                | 4                 | 0                 | .750              | 1st in AFC North  | 2             | 1             | .667          | Perdeu para o Kansas City Chiefs no AFC Championship Game |
| CIN   | 2023  | 9                 | 8                 | 0                 | .529              | 4th in AFC North  | —             | —             | —             | —                                                         |
| CIN   | 2024  | 5                 | 8                 | 0                 | .385              |                   | —             | —             | —             | —                                                         |
| Total | Total | 42                | 52                | 1                 | .447              |                   | 5             | 2             | .714          |                                                           |

## Vida pessoal
Em 2008, Taylor se casou com Sarah Sherman, filha do ex-técnico do Green Bay Packers, Mike Sherman. Eles têm quatro filhos juntos.

Taylor tem três irmãos, incluindo o coordenador ofensivo do Jacksonville Jaguars, Press Taylor. O pai deles, Sherwood, foi um defensive back e capitão da Universidade de Oklahoma sob o comando do técnico Barry Switzer de 1977 a 1979.